# Mariusz Witczak

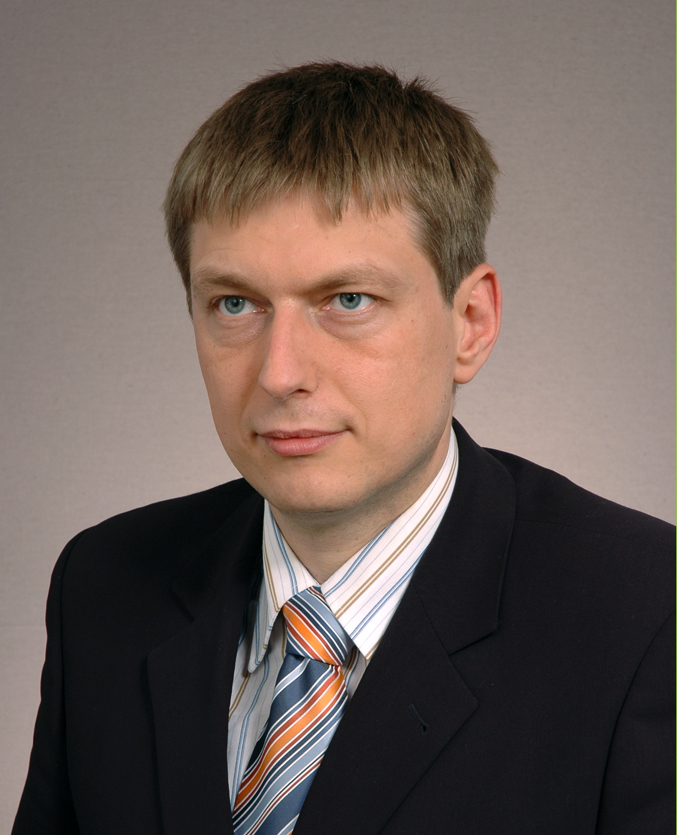
Mariusz Witczak jako senator (2005)

Mariusz Sebastian Witczak (ur. 14 kwietnia 1971 w Koźminku) – polski polityk i nauczyciel akademicki, senator VI i VII kadencji, poseł na Sejm VII, VIII, IX i X kadencji.

## Życiorys
W 1996 ukończył Nauczycielskie Kolegium Języków Obcych w Kaliszu ze specjalnością język angielski, a w 1997 studia na Wydziale Nauk Społecznych Uniwersytetu im. Adama Mickiewicza w Poznaniu, w 2005 uzyskał stopień doktora nauk humanistycznych (w specjalności nauki o polityce) na podstawie pracy Język kampanii wyborczych w Polsce w latach 2000–2004.
Zawodowo jako nauczyciel akademicki związany z Państwową Wyższą Szkołą Zawodową im. Prezydenta Stanisława Wojciechowskiego w Kaliszu (w 2020 przemianowaną na Akademię Kaliską). W latach 1999–2002 reprezentował wojewodę wielkopolskiego w jej konwencie, przez jedną kadencję zasiadał w senacie uczelni. Od 2000 do 2003 pełnił funkcję wicedyrektora Instytutu Zarządzania w Instytucjach Samorządowych PWSZ. W latach 1999–2005 zasiadał w zarządzie Fundacji Kaliski Inkubator Przedsiębiorczości, od 2003 do 2005 był także wiceprezesem Funduszu Rozwoju i Promocji Województwa Wielkopolskiego w Poznaniu. Zajmował się także prowadzeniem własnej działalności gospodarczej.
Należał do KLD oraz Unii Wolności, następnie przystąpił do Platformy Obywatelskiej. W wyborach parlamentarnych w 1993 bez powodzenia kandydował do Sejmu z listy Kongresu Liberalno-Demokratycznego. Przez jedną kadencję (1998–2002) zasiadał w kaliskiej radzie miejskiej. W PO obejmował funkcje członka rady krajowej, wiceprzewodniczącego partii w województwie wielkopolskim i zastępcy sekretarza generalnego ugrupowania.
W 2005 z ramienia PO został wybrany na senatora VI kadencji w okręgu kaliskim. W Senacie pracował w Komisji Samorządu Terytorialnego i Administracji Państwowej (jako wiceprzewodniczący), był też wiceprzewodniczącym klubu senackiego partii. W wyborach parlamentarnych w 2007 po raz drugi uzyskał mandat senatorski, otrzymując 123 876 głosów. W VII kadencji został wybrany przewodniczącym Komisji Samorządu Terytorialnego i Administracji Państwowej. Ponownie objął funkcję wiceprzewodniczącego Klubu Senatorów PO, wchodząc też w skład kierownictwa Klubu Parlamentarnego PO.
W wyborach parlamentarnych w 2011 z listy PO został wybrany na posła VII kadencji w okręgu kaliskim. W 2015 z powodzeniem ubiegał się o reelekcję na kolejną kadencję Sejmu. Został członkiem Komisji do Spraw Unii Europejskiej. W 2016 rada krajowa Platformy Obywatelskiej wybrała go na nowego skarbnika partii, wszedł w skład prezydium partii. W listopadzie tegoż roku został powołany na funkcję szefa Kancelarii Prezesa Rady Ministrów w gabinecie cieni utworzonym przez Platformę Obywatelską. W wyborach w 2019 i 2023 ponownie uzyskiwał mandat poselski, kandydując z ramienia Koalicji Obywatelskiej i zdobywając odpowiednio 36 120 głosów oraz 12 754 głosy.

## Wyniki w wyborach ogólnopolskich
| Wybory | Komitet wyborczy   | Komitet wyborczy                | Organ             | Okręg            | Wynik           |
| ------ | ------------------ | ------------------------------- | ----------------- | ---------------- | --------------- |
| 1993   |                    | Kongres Liberalno-Demokratyczny | Sejm II kadencji  | nr 14            | 361 (0,13%)     |
| 2005   |                    | Platforma Obywatelska           | Senat VI kadencji | nr 35            | 61 613 (21,82%) |
| 2007   | Senat VII kadencji | Platforma Obywatelska           | 123 876 (31,88%)  | nr 35            |                 |
| 2011   | Sejm VII kadencji  | Platforma Obywatelska           | nr 36             | 31 263 (9,23%)   |                 |
| 2015   | Sejm VIII kadencji | Platforma Obywatelska           | nr 36             | 25 525 (7,03%)   |                 |
| 2019   |                    | Koalicja Obywatelska            | nr 36             | Sejm IX kadencji | 36 120 (7,87%)  |
| 2023   | Sejm X kadencji    | Koalicja Obywatelska            | nr 36             | 12 754 (2,35%)   |                 |

## Życie prywatne
Żonaty, ma dwoje dzieci.